# Monika Hauser
Monika Hauser (24 mai 1959 à Thal, Suisse) est spécialiste en gynécologie. Dans les années 1990, elle fonde l'organisation Medica Mondiale, dans le but de fournir une assistance médicale et psychologique aux femmes traumatisées par la guerre.

## Biographie
Née en Suisse, Monika Hauser est titulaire d'un passeport italien en raison de ses racines familiales dans le Sud Tyrol. Elle passe toute son enfance en Suisse, dans le village saint-gallois de Thal, avant d'aller étudier la médecine à Innsbruck, en Autriche. Elle s'établit ensuite à Cologne, en Allemagne, et c'est depuis cette ville qu'elle organise depuis 15 ans son aide en faveur des femmes victimes de violences dans les régions en crise. Cette aide, tout d'abord destinée à la Bosnie-Herzégovine, s'est étendue à l'Afghanistan, au Congo, au Libéria et à Israël, grâce à l'organisation Medica Mondiale, dont elle est elle la fondatrice.
En 1992, Monika Hauser qualifie les violences en masse perpétrées en Bosnie de « stratégie de guerre sciemment mise en place ».[réf. nécessaire] Elle considère le viol comme une « arme de guerre ».

## Reconnaissance
Monika Hauser a été récipiendaire du Prix Nobel alternatif en 2008 « pour son engagement inlassable à travailler avec les femmes qui ont connu la violence sexuelle la plus horrible dans certains des pays les plus dangereux au monde, et faire campagne pour qu'elles reçoivent une reconnaissance sociale et une indemnisation ».

## Citation
« Chaque minute, dans les régions en conflit du monde, les femmes et les filles sont victimes de violence sexuelle. On ne se lasse pas de dénoncer publiquement, et de soutenir la demande de sécurité et de justice pour celles qui sont concernées, que ce soit dans les pays respectifs ou sur la scène internationale. Nous sommes solidaires avec les femmes survivantes, afin que - en dépit de toutes les violences destructrices - ces femmes aient une chance de vivre dans la dignité. »

— Monika Hauser, Discours d'acceptation du prix Nobel alternatif, le 9 décembre 2008